# NexT
『NexT』（ネクスト）は、日本テレビで2012年11月4日から毎週日曜日1:50 - 2:20 に放送されたバラエティ番組。
正式タイトルは『TVの未来を変えてくれるかもしれない 経験は足りないけど元気だけはある次世代のTVクリエイターたちが 世界に飛び出す各界のNew Heroにスポットを当てた30分番組を 『とにかく自由に作ってみよう!』と始めたものの 毎週ホントに自由気ままに作るので 『どうなっちゃうんだ?』と日テレも期待と不安で見守りつつ まぁ最後はピースが何とかしてくれるだろうとタカをくくっている フリーハンドバラエティ! NexT』。
2013年10月3日より『マンスリーTV 「NexT」』のタイトルで毎週木曜日1:29 - 1:59 に放送された。
2014年4月10日より第3シリーズが毎週木曜日1:29 - 1:59に放送されている。

## 概要
若手の番組クリエイターが各界のネクストヒーローと週替わりで自由気ままな番組を作る。

## 司会者
- ピース

## ネクストヒーロー
| 回数             | 放送日   | ネクストヒーロー                                            | 内容                                              | 演出       | プロデューサー |
| 2012年           | 2012年   | 2012年                                                      | 2012年                                            | 2012年     | 2012年         |
| ---------------- | -------- | ----------------------------------------------------------- | ------------------------------------------------- | ---------- | -------------- |
| 第1回            | 11月4日  | ハマカーン                                                  | 「突撃!ネタギフト」                               | 末延靖章   | 岩沢錬         |
| 第2回            | 11月11日 | にじむピンク、前田けゑ、 マロンフェスタ、パワフルコンビーフ | 「THE無名芸人」                                   | 森山琢哉   | 廣瀬由紀子     |
| 第3回            | 11月18日 | 猪俣達也                                                    | 「偉大な師匠に挑む若手料理人」                    | 町田巨樹   | 菅結子         |
| 第4回            | 11月25日 | 松谷創一郎                                                  | 「女の子進化論」講座                              | 奥陽介     | 新井秀和       |
| 第5回            | 12月2日  | UK                                                          | 「虚構報道」                                      | 末延靖章   | 岩沢錬         |
| 第6回            | 12月9日  | 小川繁（仮名）                                              | 「世界一心があたたまる人生相談」                  | 森山琢哉   | 廣瀬由紀子     |
| 第7回            | 12月16日 | シモダテツヤ                                                | 「ヒットの戦略」                                  | 町田巨樹   | 菅結子         |
| 第8回            | 12月23日 | 峰なゆか                                                    | 「アラサーの本音」                                | 奥陽介     | 新井秀和       |
| 第9回            | 12月30日 | もふくちゃん、でんぱ組.inc                                  | 秋葉原から生まれた「いま一番アツいアイドル」      | 末延靖章   | 岩沢錬         |
| 2013年（土曜版） |          |                                                             |                                                   |            |                |
| 第10回           | 1月6日   | 辻井竜一                                                    | 「つぶやき短歌の世界」                            | 森山琢哉   | 廣瀬由紀子     |
| 第11回           | 1月13日  | 渡辺貴行                                                    | 「両親にある思い」                                | 町田巨樹   | 菅結子         |
| 第12回           | 1月20日  | 森川友義                                                    | 「恋愛学」                                        | 奥陽介     | 新井秀和       |
| 第13回           | 1月27日  | 児玉教仁                                                    | 「ハーバード大学MBA仕込み 宴会術」                | 岩鼻優     | 大野聰介       |
| 第14回           | 2月3日   | 山添寛                                                      | 「解散(バツイチ)芸人相方探し」                    | 吉川真一朗 | 切田美伸       |
| 第15回           | 2月10日  | トニー・ジャン                                              | 「MIND HACKER」                                   | 川上渡     | 山口正博       |
| 第16回           | 2月17日  | 矢野健夫                                                    | 「飛行撮影家」                                    | 井上尚也   | 杉本光一朗     |
| 第17回           | 2月24日  | ドクター松下                                                | 「くすぐり術」                                    | 岩鼻優     | 大野聰介       |
| 第18回           | 3月3日   | R指定                                                       | 「日本一のラッパー」                              | 吉川真一朗 | 切田美伸       |
| 第19回           | 3月10日  | 白駒妃登美                                                  | 「江戸しぐさの素晴らしさ」                        | 川上渡     | 山口正博       |
| 第20回           | 3月17日  | へらちょんぺ                                                | 「早脱ぎ王」                                      | 井上尚也   | 杉本光一朗     |
| 第21回           | 3月24日  | ドクター松下                                                | 「くすぐり術2」                                   | 岩鼻優     | 大野聰介       |
| 第22回           | 3月31日  | 鈴木秀明                                                    | 「資格マニア」                                    | 吉川真一朗 | 切田美伸       |
| 第23回           | 4月7日   | 次世代の“天然芸人”候補芸人 （優勝：モグライダーともしげ）   | 「次世代の“天然芸人”決定戦 」                     | 川上渡     | 山口正博       |
| 第24回           | 4月14日  | 高野人母美                                                  | 「美人すぎるボクサー」                            | 井上尚也   | 杉本光一朗     |
| 第25回           | 4月21日  | 竹中夏海                                                    | 「大江戸線の駅を不思議な世界観で解説」            | 福田龍     | 岩沢錬         |
| 第26回           | 4月28日  | ネクロマン                                                  | 「ご当地ヒーロー」                                | 山下聖司   | 杉本光一朗     |
| 第27回           | 5月5日   | 森翔太 （ゲスト）尾崎ナナ                                   | 「仕込みiPhone」                                  | 中西裕樹   | 森川高行       |
| 第28回           | 5月12日  | SEKAI NO OWARI                                              | 「SEKAI NO OWARIの世界」                          | 熊谷航太郎 | 山本亜希子     |
| 第29回           | 5月19日  | はっしー                                                    | 「ゴハンのおいしい食べ方」                        | 福田龍     | 岩沢錬         |
| 第30回           | 5月26日  | 早川貴子                                                    | 「おっぱいとラーメン」                            | 山下聖司   | 杉本光一朗     |
| 第31回           | 6月2日   | 串間盛寿 （MCゲスト）辻岡義堂                               | 「ひとり応援団」                                  | 松岡祐樹   | 山下剛司       |
| 第32回           | 6月9日   | ミラクルパッションズ                                        | 「ヒトはどこで笑うのか?」                         | 熊谷航太郎 | 山本亜希子     |
| 第33回           | 6月16日  | 白倉正子                                                    | 「トイレの何でも屋」                              | 山下聖司   | 杉本光一朗     |
| 第34回           | 6月23日  | 小林司、TOMMY                                               | 「妄撮」                                          | 福田龍     | 岩沢錬         |
| 第35回           | 6月30日  | 苫野一徳                                                    | 「哲学」                                          | 杜雲翼     | 佐野正法       |
| 第36回           | 7月7日   | メレ山メレ子 （MCゲスト）藤田大介                           | 「虫」                                            | 熊谷航太郎 | 山本亜希子     |
| 第37回           | 7月14日  | 過去に出演した人たち                                        | 「その後」                                        | 雨宮秀彦   | 藤井則子       |
| 第38回           | 7月21日  | 三浦伸治                                                    | 「東京スポーツのオカルト記事」                    | 福田龍     | 岩沢錬         |
| 第39回           | 7月28日  | 趙ひかる （MCゲスト）菅谷大介                               | 「キモいほどリアル!ボディペイント美大生」         | 冨永琢磨   | 味元崇         |
| 第40回           | 8月4日   | 川本史織、マコ・プリンシパル                                | 「堕落部屋」                                      | 末延靖章   | 岩沢錬         |
| 第41回           | 8月11日  | 松井千夏                                                    | 「36歳、運命が変わるかもしれない夏」              | 宮太一     |                |
| 第42回           | 8月18日  | 雨宮まみ                                                    | 「こじらせ女子」                                  |            | 菅結子         |
| 第43回           | 9月1日   | AYASA （MCゲスト）藤田大介                                  | 「バイオリンでロックを弾く!9頭身美人にくぎ付け!」 | 冨永琢磨   | 味元崇         |
| 第44回           | 9月8日   | 曽根太一 （MCゲスト）河村亮                                 | 「風景を見て天気予報をする」                      | 石川亮     | 塚崎寿         |
| 第45回           | 9月15日  | 龍kaede、to4∞トシ子、小椋ケンイチ、ギャランティーク和恵     | 「NexTオネェ ブレイクの裏側35連発」               |            |                |
| 第46回           | 9月22日  | 中野菜摘 （アシスタント）中島芽生                           | 「女子プロ野球」                                  | 松本和将   | 藤島幸輔       |
| 第47回           | 9月29日  | 下田美咲                                                    | 「盛り上げまくる女」                              | 冨永琢磨   | 味元崇         |
| 2013年（水曜版） |          |                                                             |                                                   |            |                |
| 第48回           | 10月3日  | 藤崎朱里                                                    | 「ラガール」                                      |            |                |
| 第49回           | 10月10日 | USAGI                                                       | 「夢」とは何かを追いかける                        | 伊藤茉莉衣 |                |
| 第50回           | 10月17日 | 市川紗椰                                                    | 「オタク力」                                      |            |                |

## スタッフ
- 演出：毎回不定（ネクストヒーローを参照）
- プロデューサー：毎回不定（同上）
- タイトル題字：書浪人善隆
- ナレーター：福圓美里、鈴木健・豊田順子・山本紘之・森圭介・上田まりえ・安藤翔・中野謙吾・山下美穂子・森富美（日テレアナウンサー）、満仲由紀子、野島裕史、神谷明、三村ロンド、南波志帆
- TM：江村多加司
- SW：荻野高康、望月達史
- CAM：東武志、中村哲也
- MIX：三石敏生、池田正義、中村宏美
- VE：八木一夫、飯島友美、小澤郁彌、山口考志、小峰祐司、田口徹、天内理絵、斎藤孝行、笈川太
- LD：菅原佑介、河内俊介、河内俊明
- バーチャル：斉藤利紀
- 美術プロデューサー：高津光一郎
- 美術デザイナー：田澤奈津美
- 装置：堀北剛
- 装飾：吉田浩
- ヘアメイク：畠山紗矢香
- 電飾：二階堂哲也
- 技術協力：NiTRO
- 美術協力：日本テレビアート
- 編集：小宮純一、森岡佑次、名雪健太郎、増田功紀、細川孝幸、伊藤聡彦、鈴木裕司、大関秀雄、島田金治、青柳香織、秋田正樹、須川浩之（麻布プラザ）
- MA：吉田章太、飯田太志、晴山恵輔、稲葉清香、佐藤卓也、熊井明子、中尾和博、船木拓也、樽川由佳里、植木俊彦（麻布プラザ）
- 音効：吉田比呂樹（M-TANK）
- 撮影技術：株式会社だだだ
- TK：山沢啓子、竹島祐子、田中彩
- デスク：当田駒子
- AD：上岡恵莉華、池田翼、池田真央、蟻坂江梨奈、本橋恵、原康彰、熊田周平、保原倫久、五島孝、中尾有美子、星拓馬
- フロアディレクター：福岡隆幸
- AP：島田典子
- 協力ディレクター：末延靖章、森山琢哉、奥陽介、町田巨樹[4]、川上渡、井上尚也、松岡祐樹、福田龍、杜雲翼、熊谷航太郎、中西裕樹、平井杏奈、松本和将、宮太一、石川亮、伊藤茉莉衣、藤井良記、久道恵、陶山桂輔、神野正義
- 協力プロデューサー：岩沢錬[5]、廣瀬由紀子、菅結子、大野聰介、山口正博、切田美伸、山本亜希子、佐野正法、山下剛司、藤島幸輔、塚崎寿、味元崇
- 制作本部プロデューサー：新井秀和[6] / 山﨑雄二、藤井則子、森川高行[7]
- 制作協力：ZION、AX-ON
- 企画・演出アドバイザー：雨宮秀彦
- 統括プロデューサー：松本京子[8]
- チーフプロデューサー：加藤幸二郎[9]
- 製作著作：日本テレビ

### 過去のスタッフ
- 天の声：菅谷大介（日テレアナウンサー）
- モニター：大江房夫、東祐輔（ジャパンテレビ）
- 編成：下田明宏、池田潔美、鈴木淳一、佐藤俊之
- 宣伝：高木明子
- AP：加賀紗弓
- 制作本部プロデューサー：杉本光一朗[10]
- チーフプロデューサー：安岡喜郎